# Сан Басано
Сан Басано (итал. San Bassano) је насеље у Италији у округу Кремона, региону Ломбардија.
Према процени из 2011. у насељу је живело 2065 становника. Насеље се налази на надморској висини од 59 м.

## Становништво
Према резултатима пописа становништва 2011. у општини је живело 2.207 становника.
| 1931. | 1936. | 1951. | 1961. | 1971. | 1981. | 1991. | 2001. | 2011. |
| ----- | ----- | ----- | ----- | ----- | ----- | ----- | ----- | ----- |
| 2.551 | 2.423 | 2.426 | 2.144 | 2.260 | 2.121 | 2.104 | 2.060 | 2.207 |